# Agrilus champlaini
Agrilus champlaini är en skalbaggsart som beskrevs av Frost 1912. Agrilus champlaini ingår i släktet Agrilus och familjen praktbaggar. Inga underarter finns listade i Catalogue of Life.